# 哈飞汽车
哈飞汽车，全称哈尔滨哈飞汽车工业集团有限公司是一家中国汽车公司。2009年成为长安汽车子公司。

## 历史

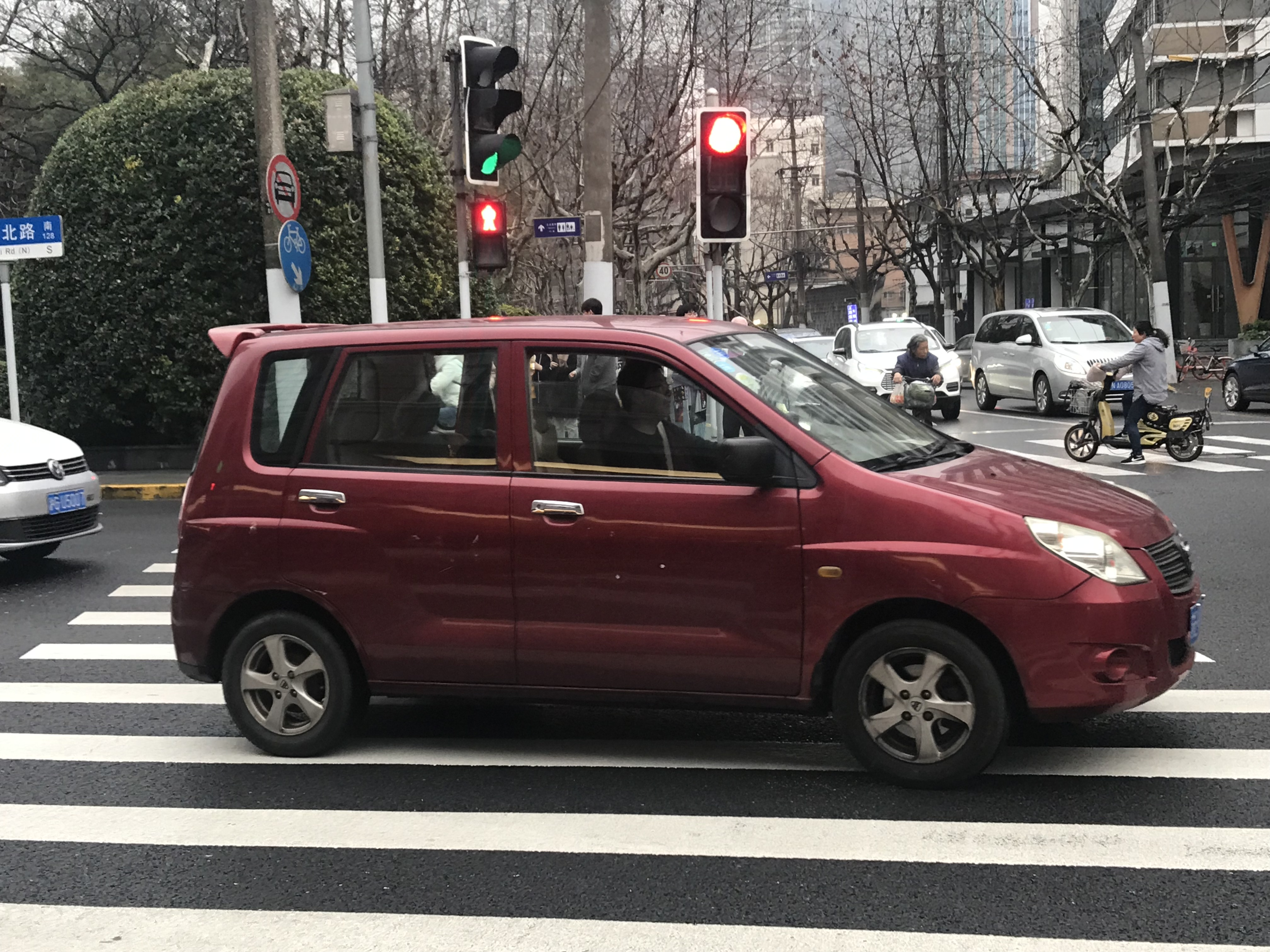
Hafei Saima

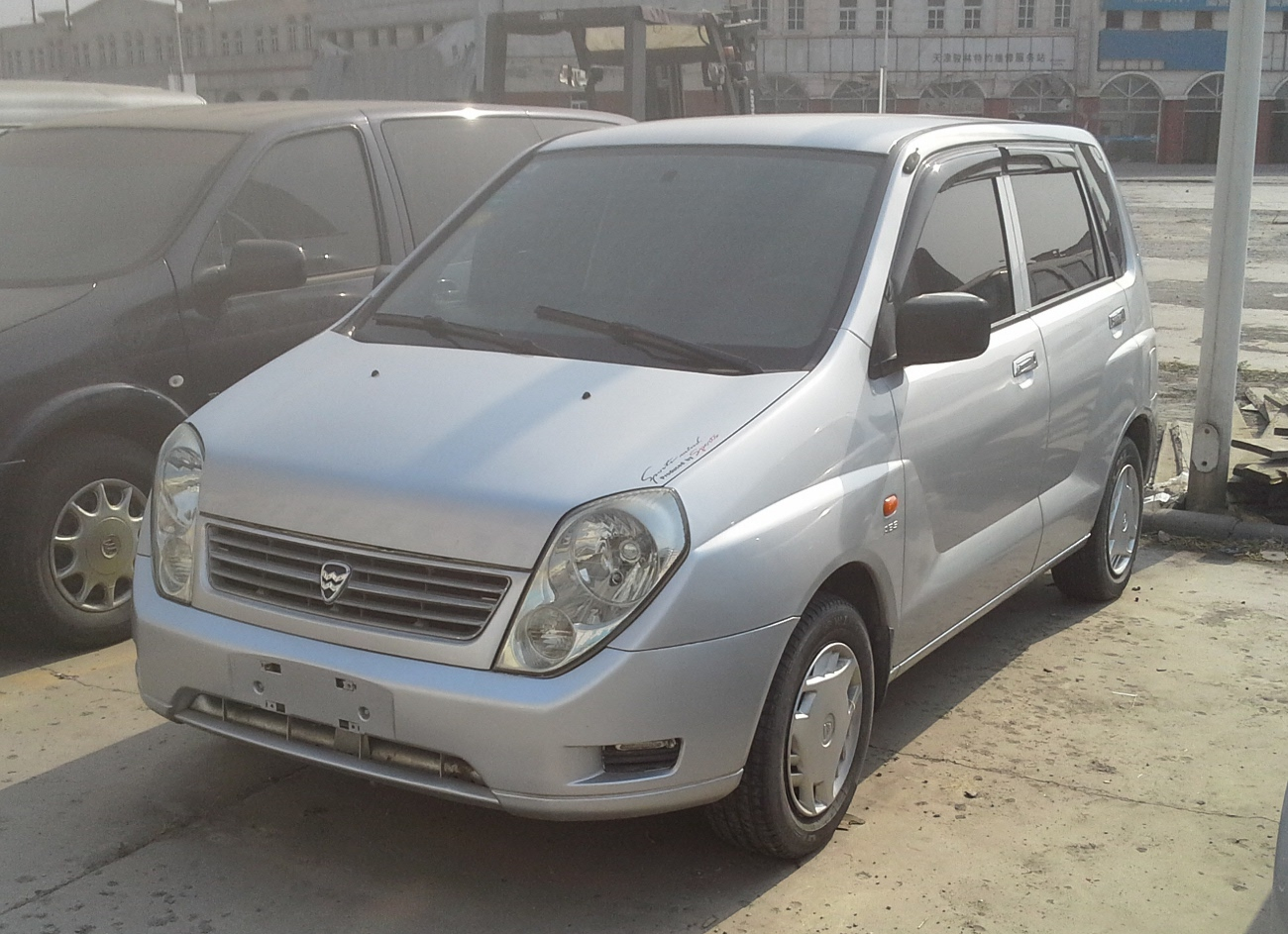
哈飞賽馬

成立于1950年，隶属于中国航空工业集团，2009年在中央授意下由长安汽车收购大部分资产而成为其子公司。
哈飛最早生產的車型是基於鈴木Carry的哈飛松花江，名稱源自黑龍江河流松花江，並以"HFJ"作為識別號碼。
2009年，中航工业旗下的哈飞和昌河汽车整体并入中國长安汽车集团。但哈飞汽车被长安兼并后经营业绩并不理想，累计负债70亿元。长安汽车曾将旗下的S460委托哈飞生产，之后的悦翔V3也由哈飞代工，至2014年哈飞已沦为长安的代工厂。2015年，中国长安表示终止哈飞的生产，原厂址转为长安福特哈尔滨工厂。

## 車型
哈飛主要製造微型轎車及麵包車型，部分車型則與賓尼法利納合作。
- 松花江（1990年）
- 百利（1997年）
- 銳意（1999年）
- 賽馬（2001年）
- 路寶（2002年）
- 賽豹（2005年）
- 路尊小霸王
- 中意
- 中意V5
- 民意